# Bergschreiber
Der Bergschreiber war Beamter des Bergamtes und in seiner Funktion der Protokoll- oder Buchführer (lat. Actuarius) des Berggerichts. Er musste über alle Dinge, die vor dem Berggericht verhandelt wurden, Protokoll führen. Seine Stellung war vergleichbar mit dem des Protokollführers bei einem Zivilamt.

## Aufgaben und Befugnisse
Der Bergschreiber musste bei allen sogenannten Leihe-Tagen zusammen mit dem Bergmeister anwesend sein. Er führte Protokoll über neue Mutungen und Verleihungen von Fundgruben und Längenfeldern. Nach Anzeige der Mutung durch den Muthzettel trug er die verliehenen Gruben in das Bergbuch ein. Dabei musste er akribisch Buch führen, wo sich die neue Grube befand und an welchem Tag die Grube gemutet wurde und wann die Verleihung erfolgte. Von dem Eintrag erhielt der Muter, auf Antrag beim Bergrichter, eine Abschrift durch den Bergschreiber. Zusätzlich musste der Bergschreiber über die sich aus dem Bergbau ergebenden Steuern und Abgaben Buch führen. Das Bergbuch und auch die Steuerbücher hielt er unter Verschluss. Er durfte ohne Genehmigung des Bergrichters niemandem einen Einblick in die Bücher gewähren. Auch war es ihm unter Strafe verboten, ohne vorherige Genehmigung durch den Bergrichter Abschriften der Bücher zu tätigen.